# دونالد سنكلير
دونالد سنكلير هو سياسي كندي، ولد في 15 يوليو 1829 في المملكة المتحدة، وتوفي في 19 نوفمبر 1900 في تورونتو في كندا. حزبياً، نشط في الحزب الليبرالي في أونتاريو ‏. وقد انتخب عضو برلمان مقاطعة أونتاريو.